# Dominik Bokk
Dominik Bokk (* 3. Februar 2000 in Schweinfurt) ist ein deutscher Eishockeyspieler, der seit Juli 2025 bei den Kölner Haien aus der Deutschen Eishockey Liga (DEL) unter Vertrag steht und dort auf der Position des Flügelstürmers spielt. Zuvor war Bokk mehrere Jahre in Schweden aktiv und verbrachte zwei Spielzeiten bei den Chicago Wolves in der American Hockey League (AHL).

## Karriere
Bokk lernte in der Nachwuchsabteilung des ERV Schweinfurt und wechselte 2014 in die Jugend des Kölner EC, mit dem er 2015 die Schüler-Bundesliga gewann. Im Sommer 2016 ehrte ihn die Erich-Kühnhackl-Stiftung als besten deutschen Angriffsspieler des Geburtsjahrgangs 2000. In der Saison 2016/17 erhielt er die Auszeichnung des „Stürmers des Jahres“ in der Deutschen Nachwuchsliga, nachdem er für die Jugendmannschaft der Rheinländer in 45 Spielen 39 Tore erzielte und 39 weitere vorbereitet hatte. Beim CHL Import Draft der Canadian Hockey League wurde Bokk im Sommer 2017 von den Prince Albert Raiders an insgesamt neunter Stelle ausgewählt. Bokk zog es allerdings vor, seine Entwicklung in Schweden beim Erstligaverein Växjö Lakers fortzuführen. Zu Beginn der Saison 2017/18 stand er für die Nachwuchsmannschaften der Seestädter auf dem Eis, im Oktober 2017 gab er seinen Einstand in der Profimannschaft in der Svenska Hockeyligan (SHL). Kurz vor Weihnachten 2017 wurde er von Växjö mit einem Vertrag als Profi ausgestattet.

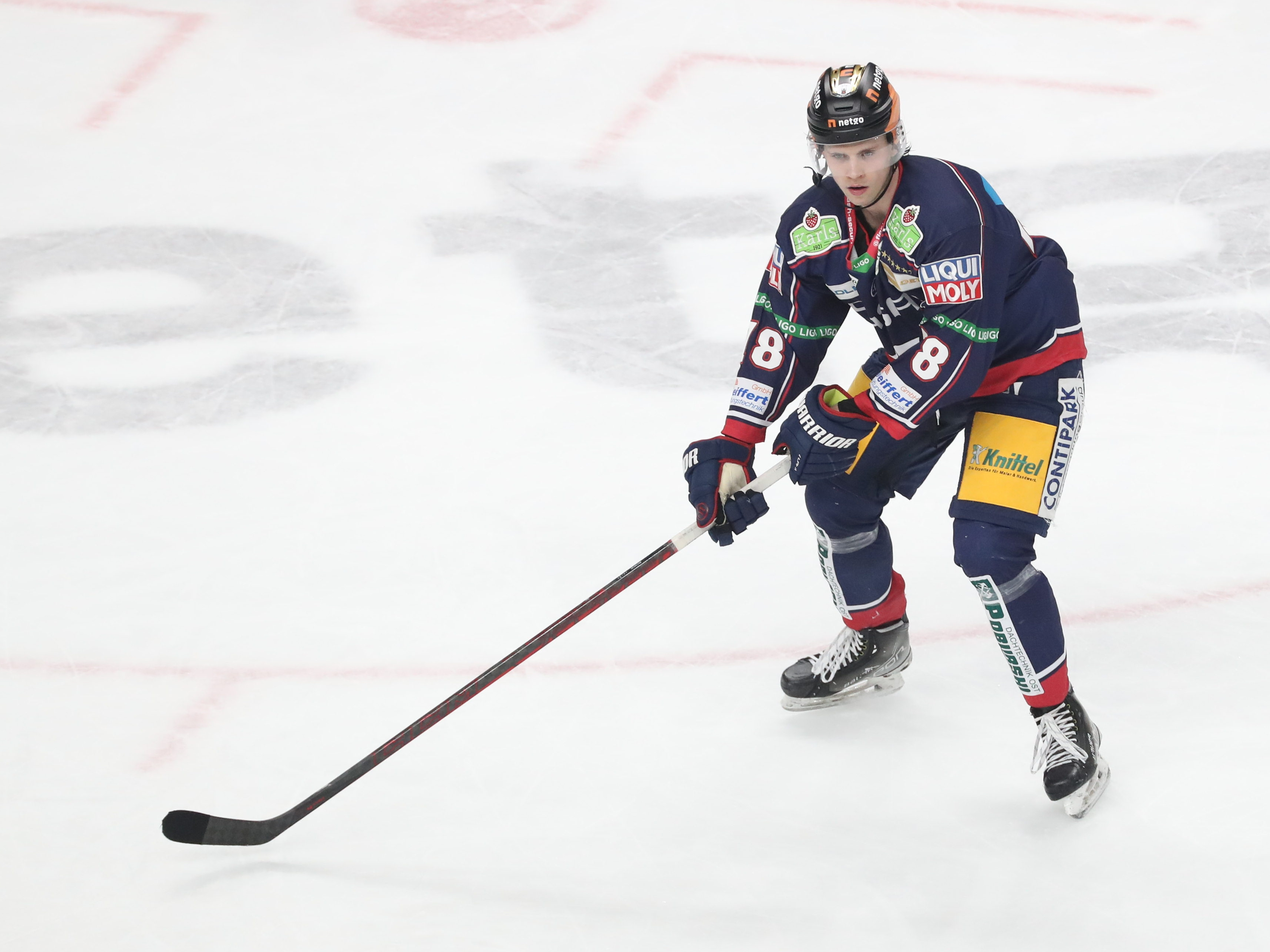
Bokk im Trikot der Eisbären Berlin (2022)

Im NHL Entry Draft 2018 wurde er an 25. Stelle von den St. Louis Blues aus der National Hockey League (NHL) ausgewählt und somit zu einem der am höchsten im Draft berücksichtigten Deutschen. Die Blues statteten Bokk wenig später mit einem Einstiegsvertrag aus, schickten ihn allerdings im Rahmen der Saisonvorbereitung zurück nach Växjö, um dort die Spielzeit 2018/19 leihweise zu verbringen. In der Sommerpause 2019 wurde er von St. Louis ebenfalls auf Leihbasis an Växjös Staffelkonkurrenten Rögle BK weitergereicht. Wenig später gaben die Blues seine NHL-Rechte samt Joel Edmundson und einem Siebtrunden-Wahlrecht im NHL Entry Draft 2021 an die Carolina Hurricanes ab, die ihrerseits Justin Faulk und ein Fünftrunden-Wahlrecht für den NHL Entry Draft 2020 nach St. Louis schickten.
Im September 2020 unterschrieb der Außenstürmer einen Einjahresvertrag in der Deutschen Eishockey Liga bei den Krefeld Pinguinen. Bokk hatte eine vertragliche Klausel, die ihm zu jeder Zeit einen Wechsel nach Nordamerika ermöglicht hätte. Mitte Oktober 2020 löste er diesen Vertrag aufgrund der Verschiebung des DEL-Saisonauftakts auf und schloss sich Djurgårdens IF in Stockholm an. Das Team wurde bereits seine dritte Station in Schweden. Bokk unterschrieb einen Vertrag bis Saisonende und kam damit auch in der Spielzeit 2020/21 in der SHL zum Einsatz. Mit Beginn der Saisons in Nordamerika wechselte er in die Organisation der Carolina Hurricanes und wurde vorerst bei deren Farmteam, den Chicago Wolves, in der American Hockey League (AHL) eingesetzt.
Im Februar 2022 wurde der Stürmer dann an die Eisbären Berlin aus der Deutschen Eishockey Liga (DEL) ausgeliehen. Mit der Mannschaft gewann er im Mai 2022 die deutsche Meisterschaft. Anschließend wechselte er ebenfalls per Leihabkommen zu den Löwen Frankfurt. Beim Ligaaufsteiger wurde er von Trainer Gerry Fleming in einer Angriffsreihe  mit den erfahrenen Carter Rowney und Brendan Ranford eingesetzt und konnte in seiner ersten Spielzeit für den Verein gleich 24 Tore erzielen. Damit war er der erfolgreichste Torjäger seines Teams, unter den zehn besten Torschützen der DEL-Hauptrunde und hatte wesentlichen Anteil am Erreichen der Pre-Playoffs für den Aufsteiger. Mitte Februar 2023 wurde bekannt gegeben, dass Bokk seinen Vertrag um ein Jahr verlängert hat, während sein NHL-Vertrag im Sommer 2023 auslief. Nach insgesamt drei Jahren in der hessischen Metropole kehrte der Stürmer im Sommer 2025 zu seinem Jugendverein Kölner Haie zurück.

### International

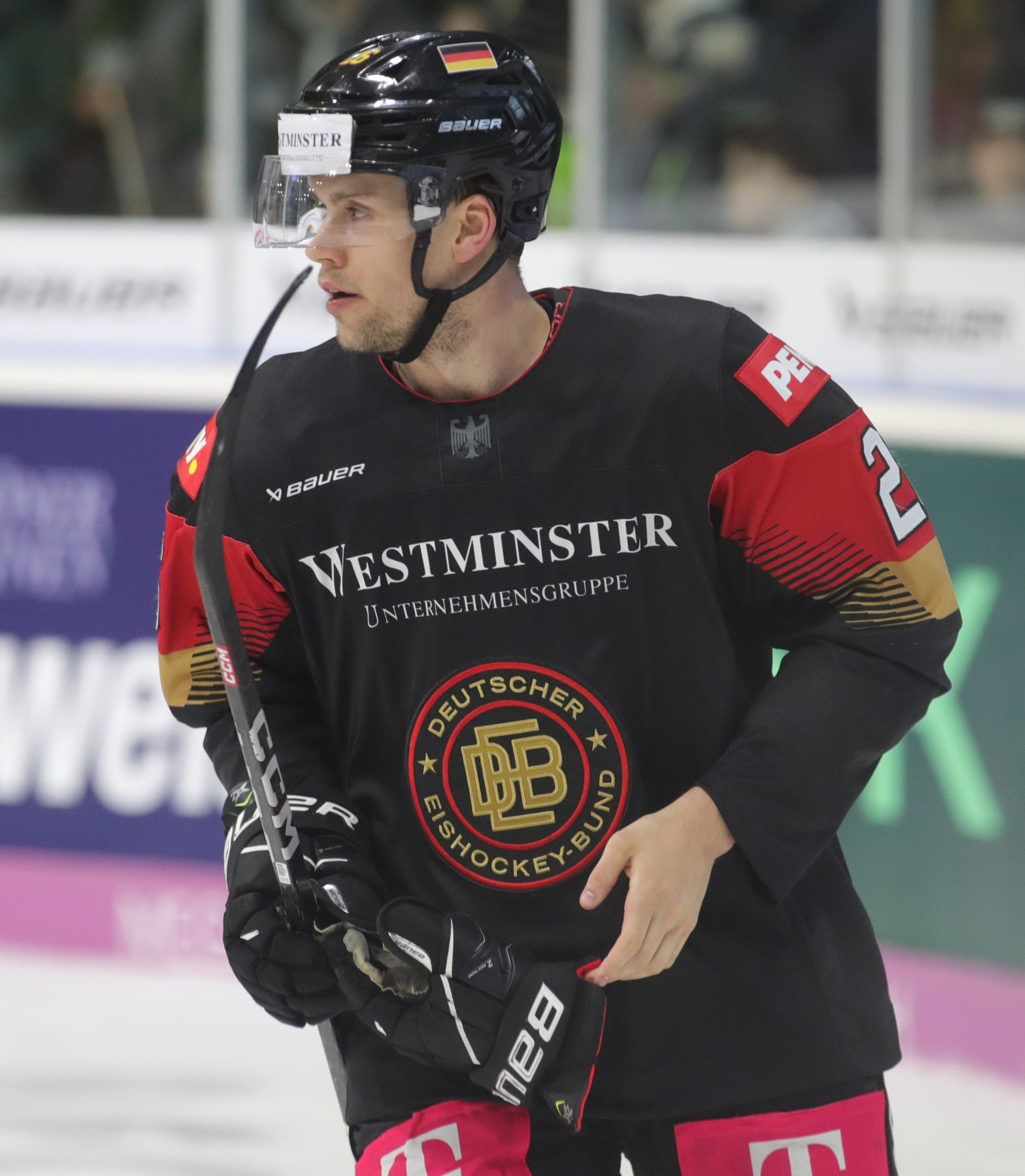
Bokk als Spieler der deutschen Nationalmannschaft (2023)

Im Nachwuchsbereich spielte Bokk erstmals bei der U18-Junioren-Weltmeisterschaft 2017 der Division I, wo er mit sieben Treffern Torschützenkönig des Turniers wurde. Auf U20-Niveau nahm er mit der deutschen Auswahl an den U20-Junioren-Weltmeisterschaften der Jahre 2018 und 2019 jeweils in der Division I teil. Bei Letzterer führte er die Mannschaft als Topscorer (8) und bester Vorlagengeber (7) zum Aufstieg in die höchste Division. Anfang April 2019 wurde er erstmals in die deutsche A-Nationalmannschaft berufen.

## Erfolge und Auszeichnungen
- 2015 Deutscher Schülermeister mit dem Kölner EC
- 2017 Stürmer des Jahres der Deutschen Nachwuchsliga
- 2022 Deutscher Meister mit den Eisbären Berlin

### International
- 2017 Bester Torschütze der U18-Junioren-Weltmeisterschaft der Division IA
- 2019 Aufstieg in die Top-Division bei der U20Junioren-Weltmeisterschaft der Division IA
- 2019 Topscorer der U20-Junioren-Weltmeisterschaft der Division IA
- 2019 Bester Vorlagengeber der U20-Junioren-Weltmeisterschaft der Division IA

## Karrierestatistik
Stand: Ende der Saison 2024/25

### International
Vertrat Deutschland bei:
- U18-Junioren-Weltmeisterschaft der Division IA 2017
- U20-Junioren-Weltmeisterschaft der Division IA 2018
- U20-Junioren-Weltmeisterschaft der Division IA 2019
- U20-Junioren-Weltmeisterschaft 2020

(Legende zur Spielerstatistik: Sp oder GP = absolvierte Spiele; T oder G = erzielte Tore; V oder A = erzielte Assists; Pkt oder Pts = erzielte Scorerpunkte; SM oder PIM = erhaltene Strafminuten; +/− = Plus/Minus-Bilanz; PP = erzielte Überzahltore; SH = erzielte Unterzahltore; GW = erzielte Siegtore; 1 Play-downs/Relegation; Kursiv: Statistik nicht vollständig)